# 스카이라인 스포츠 콤플렉스
스카이라인 스포츠 콤플렉스(Skyline Sports Complex)은 미국의 축구 전용 경기장이다. 펜실베이니아주 해리스버그에 위치하고 있으며 과거 USL 해리스버그 시티 아일랜더스의 홈경기장으로 사용했다.